# Mecklenburg

Flagge von Mecklenburg

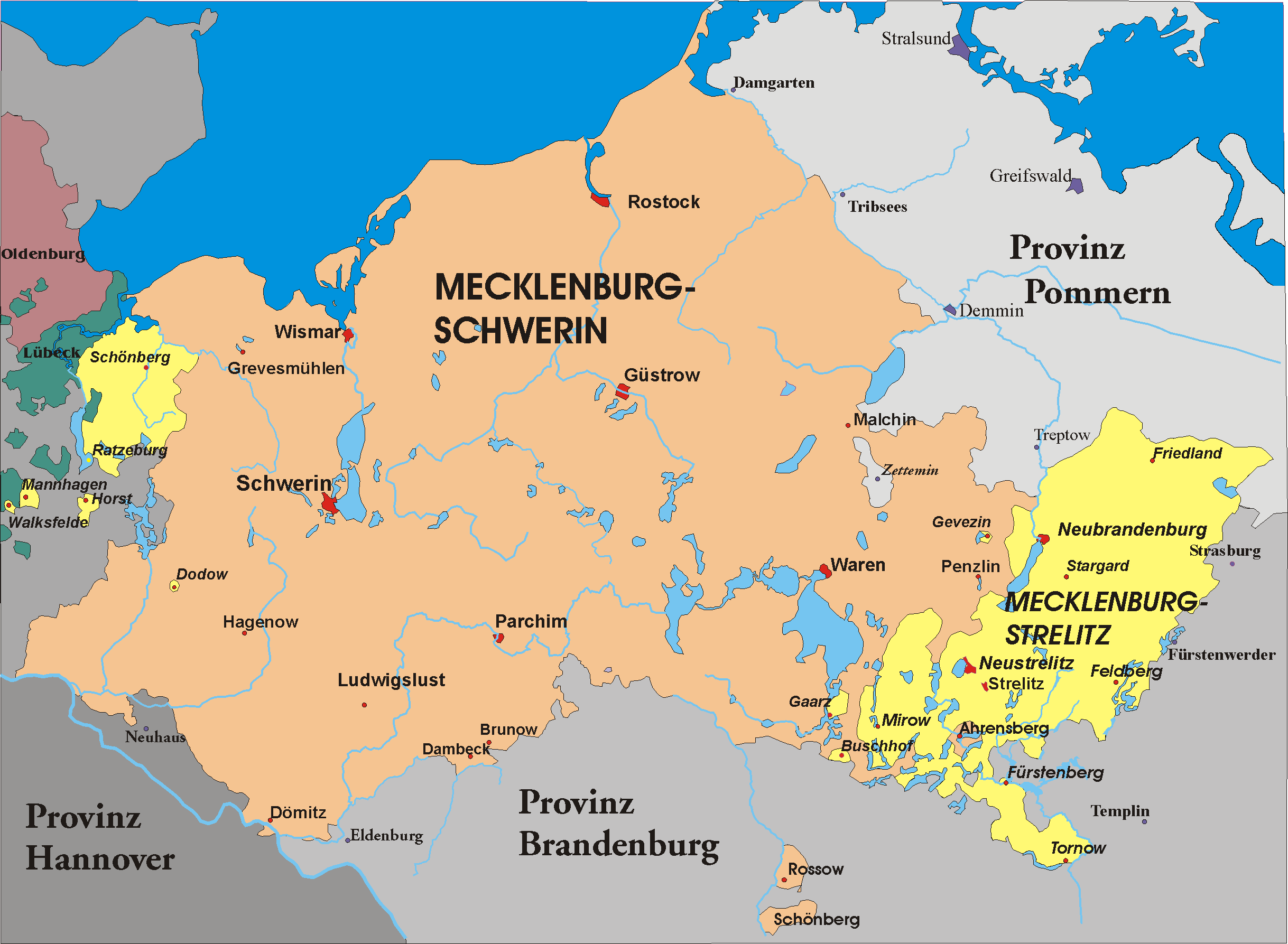
Karte von Mecklenburg (1815–1934)

Mecklenburg [ˈmeːklənbʊrk], mecklenburgisch Mäkel(n)borg [ˈmɛːkəl(n)bɔrx], ist ein Landesteil des Landes Mecklenburg-Vorpommern. Jahrhundertelang war Mecklenburg eine reichsunmittelbare Herrschaft mit eigener Geschichte und Kultur. Die größten Städte Mecklenburgs sind Rostock, Schwerin, Neubrandenburg, Wismar und Güstrow. Der in Mecklenburg gelegene Müritz-Nationalpark ist der größte im Binnenland gelegene Nationalpark Deutschlands.

## Name
Im Altsächsischen bedeutete mikil „groß“, im 10./11. Jahrhundert war das Wort Mikilinborg („große Burg“) gebräuchlich. Der Name bezieht sich auf die Burg Mecklenburg. Im Mittelalter wurde daraus mittelniederdeutsch Mekelenborch, später deutsch Mecklenburg. Im Renaissance-Humanismus wurde entsprechend der an eine griechische Übersetzung angelehnte Name Megalopolis für Mecklenburg gebildet, das entsprechende Adjektiv war Megapolitanus für „mecklenburgisch“.
Das Wort Mecklenburg wird in der Umgangssprache der meisten Regionen wie [meːklənbʊɐç] oder Meeklenburch ausgesprochen. Das „e“ wird lang gesprochen (dies ist als deutschlandweite korrekte Aussprache des e zu verstehen; siehe: das CK im Norden) und das „g“ wie ein palatales „ch“. Die Veränderung des g im Auslaut ist ein Überrest niederdeutscher Phonologie.
Im mecklenburgischen Platt gebraucht man hingegen den alten sächsischen Namen Mękelnborg.

## Geographische Lage

Lage Mecklenburgs im heutigen Deutschland anhand der bis 2012 bestehenden Landeskirche Mecklenburgs

Mecklenburg grenzt im Westen an Schleswig-Holstein, im Süden an Niedersachsen und Brandenburg und im Osten an Vorpommern. Natürliche Grenzen bilden im Norden die Mecklenburger Bucht, im Westen die Lübecker Bucht und zum Teil Trave mit Dassower See, Wakenitz, Ratzeburger See und Schaalsee, im Südwesten die Elbe und im Osten die drei Flüsse Recknitz, Trebel und Peene sowie Großer und Kleiner Landgraben.

## Politische Grenzen

Mecklenburg und Vorpommern mit den heutigen Kreisgrenzen

Für die Kreisgebietsreform 1994 gab es Planungen, die alte Grenze zwischen Mecklenburg und Vorpommern mit den neuen Landkreisen möglichst exakt wiederherzustellen; sie wurden aber nicht umgesetzt. Mit der Kreisgebietsreform Mecklenburg-Vorpommern 2011 näherte man sich wieder etwas stärker den historischen Grenzen an, ohne den genauen Verlauf nachzubilden.
Der Landesteil Mecklenburg wird heute durch folgende Verwaltungseinheiten abgebildet:
- Landkreis Ludwigslust-Parchim
- Landkreis Mecklenburgische Seenplatte
- Landkreis Nordwestmecklenburg
- Landkreis Rostock
- Kreisfreie Stadt Rostock
- Kreisfreie Stadt Schwerin

Auch der Landkreis Vorpommern-Rügen hat einen Anteil an Mecklenburg. Im Landkreis Mecklenburgische Seenplatte befinden sich Teile Vorpommerns. So verläuft die regionale Grenze heute durch Vorpommern-Rügen, dessen westlicher kleinerer Teil inklusive des Stadtteils Ribnitz von Ribnitz-Damgarten historisch zu Mecklenburg gehört. Und sie teilt den Landkreis Mecklenburgische Seenplatte in etwa ein Viertel vorpommersches Gebiet (südlicher Teil des früheren Landkreises Demmin) und drei Viertel mecklenburgisches Gebiet (größter Teil der Altkreise Müritz, Mecklenburg-Strelitz und die vormals kreisfreie Stadt Neubrandenburg).

## Wappen

Siebenfeldriges mecklenburgisches Wappen. Jedes Feld symbolisiert einen Hauptherrschaftsteil des mecklenburgischen Staates: das Herzogtum Mecklenburg, die Fürstentümer (ehemaligen Bistümer) Schwerin und Ratzeburg, die Grafschaft Schwerin sowie die Herrschaften Rostock, Werle und Stargard.

Blasonierung:
„Das mecklenburgische Wappen in einfacher Gestalt ist ein Stierkopf. Das vollständige Wappen besteht aus sechs Feldern und einem Mittelschilde. Es erinnert an die sieben Landesteile, aus denen im Laufe der Zeiten unser Vaterland erwachsen ist.“

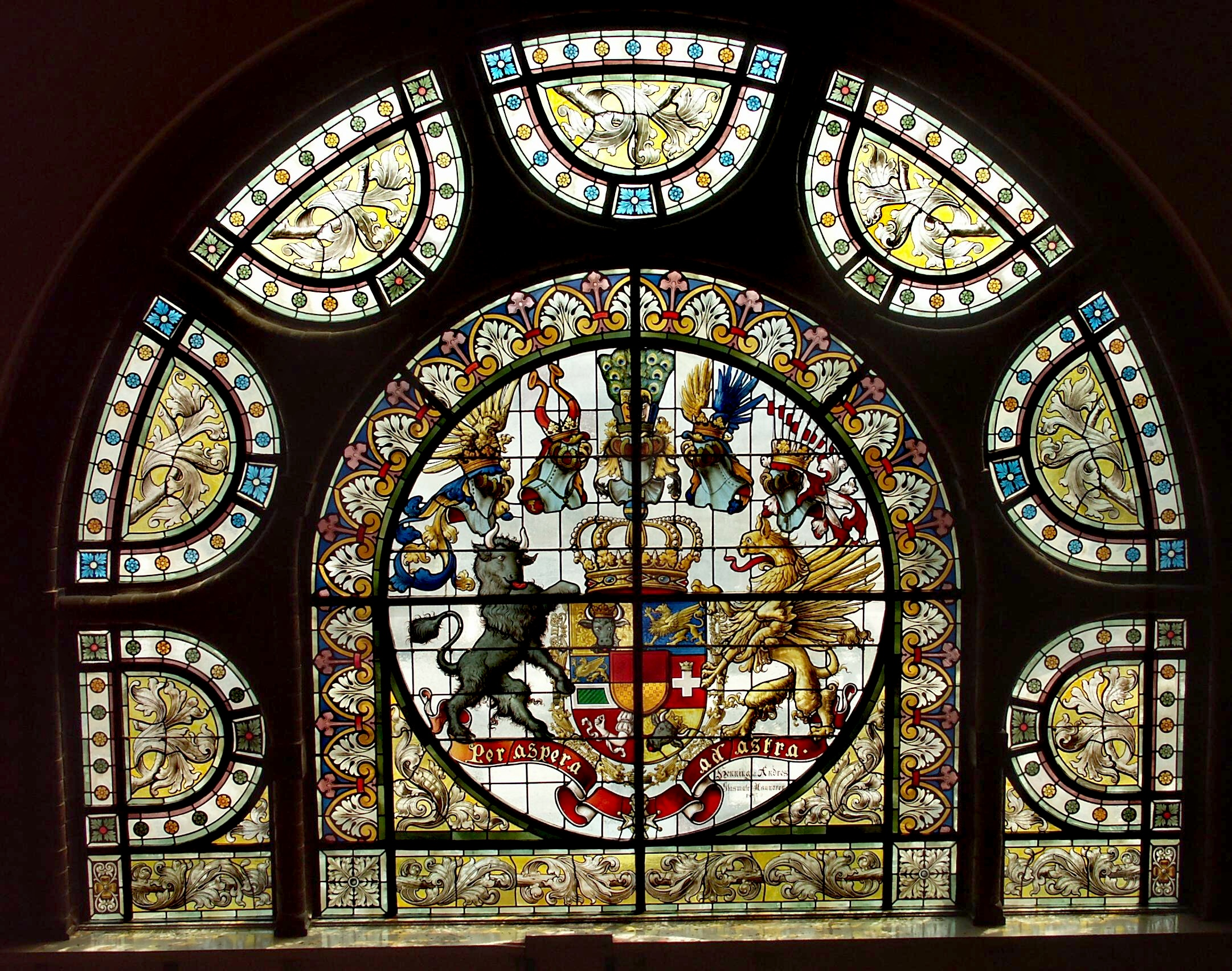
Mecklenburger Wappen, Bleiglasfenster in der ehemaligen Reichsbahndirektion Schwerin

- Herzogtum Mecklenburg: Auf goldenem Grunde ein schwarzer Stierkopf mit aufgerissenem roten Maule und ausgestreckter roter Zunge; auf dem Kopfe silberne Hörner und eine goldene Lilienkrone.
- Herrschaft Rostock: Auf blauem Grunde schreitend ein goldener Greif mit ausgestreckter Zunge und aufgehobener rechter Vorderklaue.
- Fürstentum Schwerin/Bistum Schwerin: Ein quer geteiltes Feld; in der oberen blauen Hälfte ein goldener Greif, in der unteren silbernen Hälfte ein grünes Viereck.
- Fürstentum Ratzeburg/Bistum Ratzeburg: Auf rotem Grunde stehend ein silbernes Kreuz mit goldener Krone.
- Herrschaft Stargard: Auf rotem Grunde ein silberner weiblicher Arm mit goldenem Ringe zwischen Daumen und Zeigefinger.
- Fürstentum Wenden/Herrschaft Werle: Auf goldenem Grunde ein schrägliegender Stierkopf mit silbernen Hörnern und goldener Lilienkrone, aber mit geschlossenem Maule.
- Grafschaft Schwerin: Der quer geteilte Mittelschild; die obere Hälfte rot, die untere golden.

Das Wappen wird von einem Stier und einem Greif gehalten und ist mit der Königskrone geschmückt.
Der Großherzog von Mecklenburg-Strelitz führt Wappen und Titel mit dem Großherzog von Mecklenburg-Schwerin gemeinschaftlich.
Die mecklenburgischen Landesfarben sind blau, gelb, rot oder alternativ blau, weiß, rot und gelb/gold.

## Bevölkerung und Fläche
Mecklenburg hat eine Fläche von 15.721 Quadratkilometer. Es gehörte bis 1945 zu den am dünnsten besiedelten deutschen Landschaften. Im Mai 1939 lebten dort 910.826 Einwohner (58 Einwohner je Quadratkilometer). Im Jahr 2012 lebten auf dem Gebiet des heutigen Landesteils Mecklenburg insgesamt ca. 1,16 Millionen Menschen (Rostock und Schwerin sowie die Landkreise Mecklenburgische Seenplatte, Ludwigslust-Parchim, Rostock und Nordwestmecklenburg zusammen).

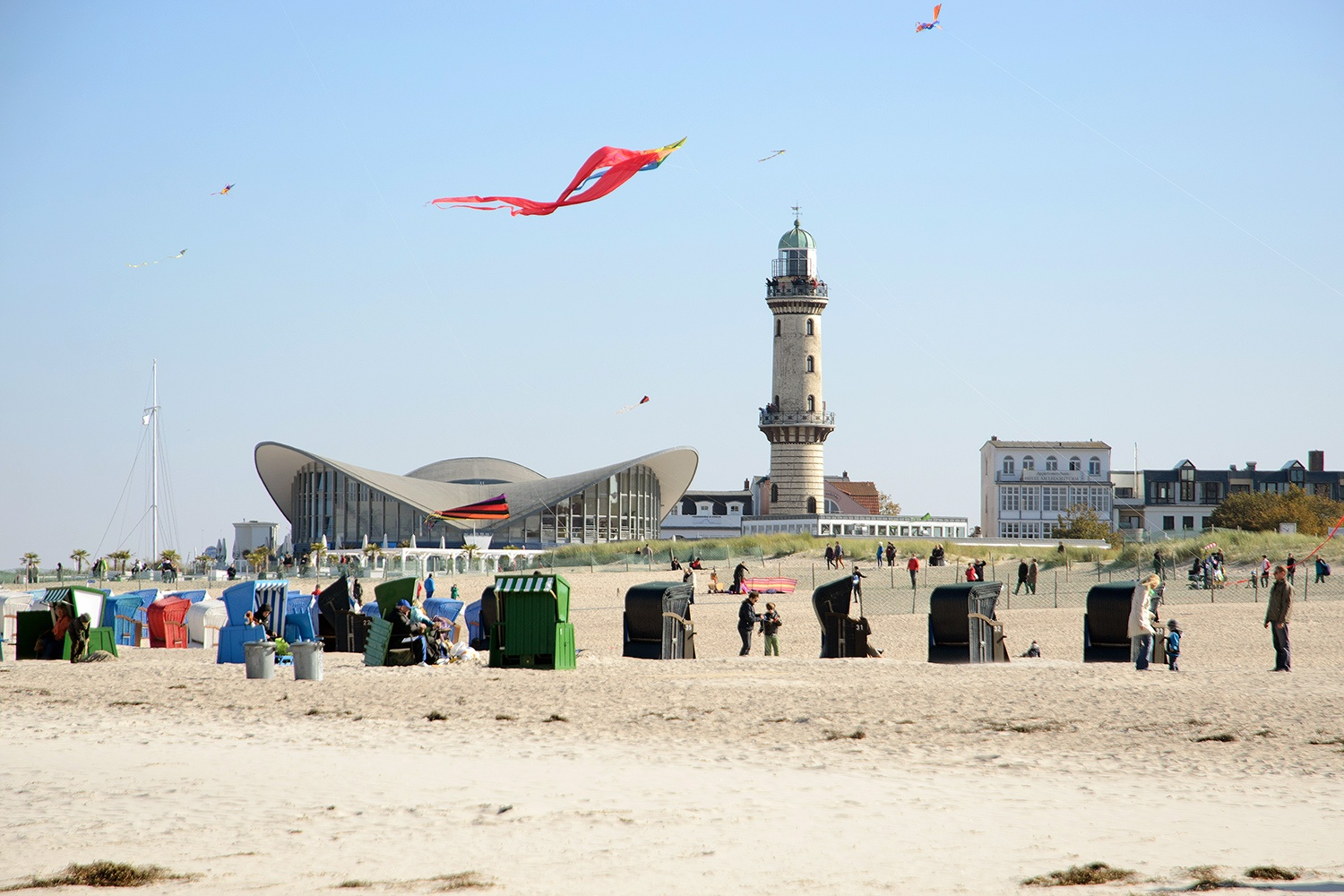
Am Strand von Warnemünde, Stadtteil von Rostock, der größten Stadt und Regiopole Mecklenburgs

Größte Städte:
| Stadt/ Gemeinde | Landkreis                   | Einwohner 31. Dezember 2024 |
| --------------- | --------------------------- | --------------------------- |
| Rostock         | kreisfreie Stadt            | 205.3070                    |
| Schwerin        | kreisfreie Stadt            | 98.308                      |
| Neubrandenburg  | Mecklenburgische Seenplatte | 60.344                      |
| Wismar          | Nordwestmecklenburg         | 43.329                      |
| Güstrow         | Rostock                     | 28.959                      |
| Waren (Müritz)  | Mecklenburgische Seenplatte | 20.260                      |
| Neustrelitz     | Mecklenburgische Seenplatte | 20.191                      |
| Parchim         | Ludwigslust-Parchim         | 17.893                      |
| Bad Doberan     | Rostock                     | 13.079                      |
| Ludwigslust     | Ludwigslust-Parchim         | 11.961                      |
| Hagenow         | Ludwigslust-Parchim         | 12.022                      |
| Boizenburg/Elbe | Ludwigslust-Parchim         | 11.048                      |
| Grevesmühlen    | Nordwestmecklenburg         | 10.167                      |
| Teterow         | Rostock                     | 08.186                      |
| Bützow          | Rostock                     | 07.745                      |
| Kühlungsborn    | Rostock                     | 08.088                      |
| Malchin         | Mecklenburgische Seenplatte | 06.767                      |
| Neustadt-Glewe  | Ludwigslust-Parchim         | 06.566                      |
| Malchow         | Mecklenburgische Seenplatte | 05.961                      |
| Friedland       | Mecklenburgische Seenplatte | 06.044                      |

## Landschaft

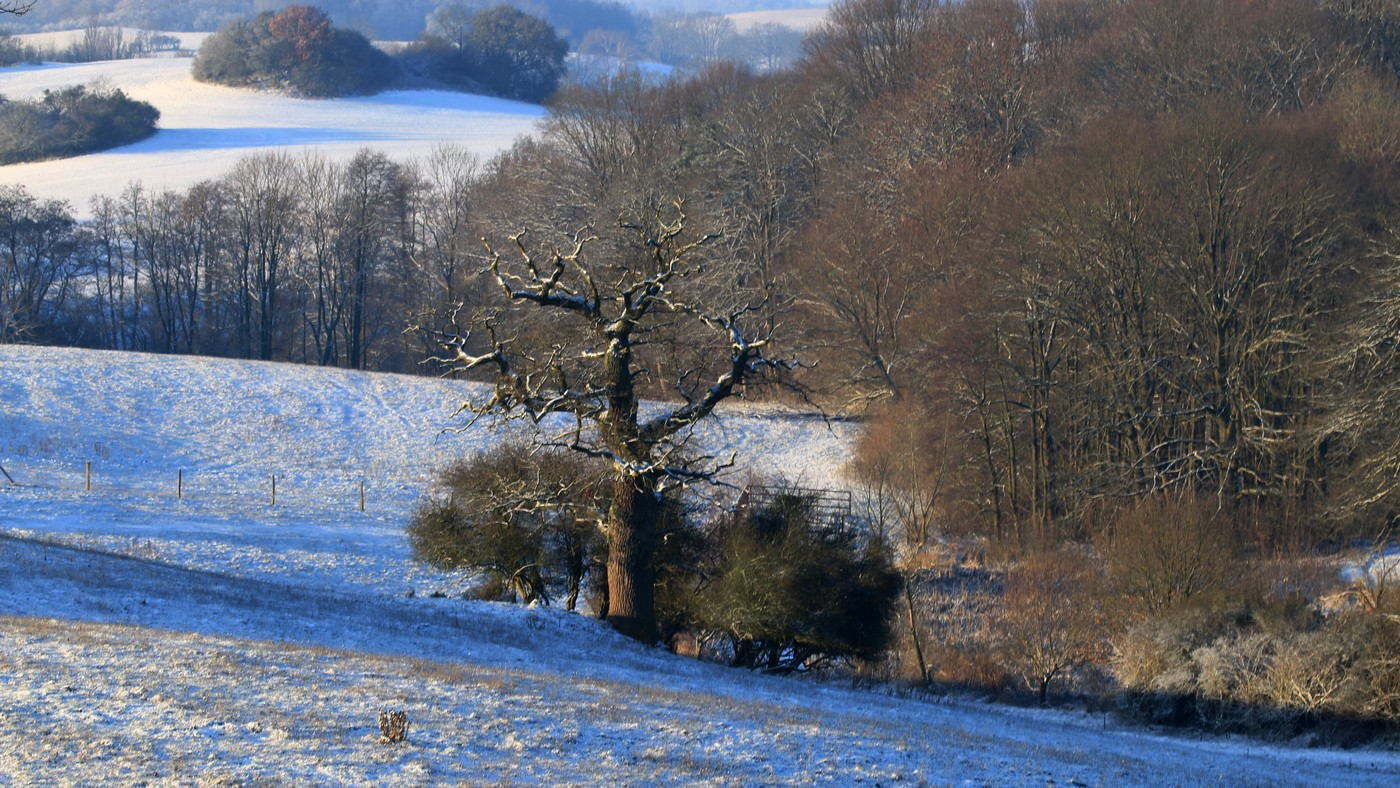
Winter bei Burg Schlitz

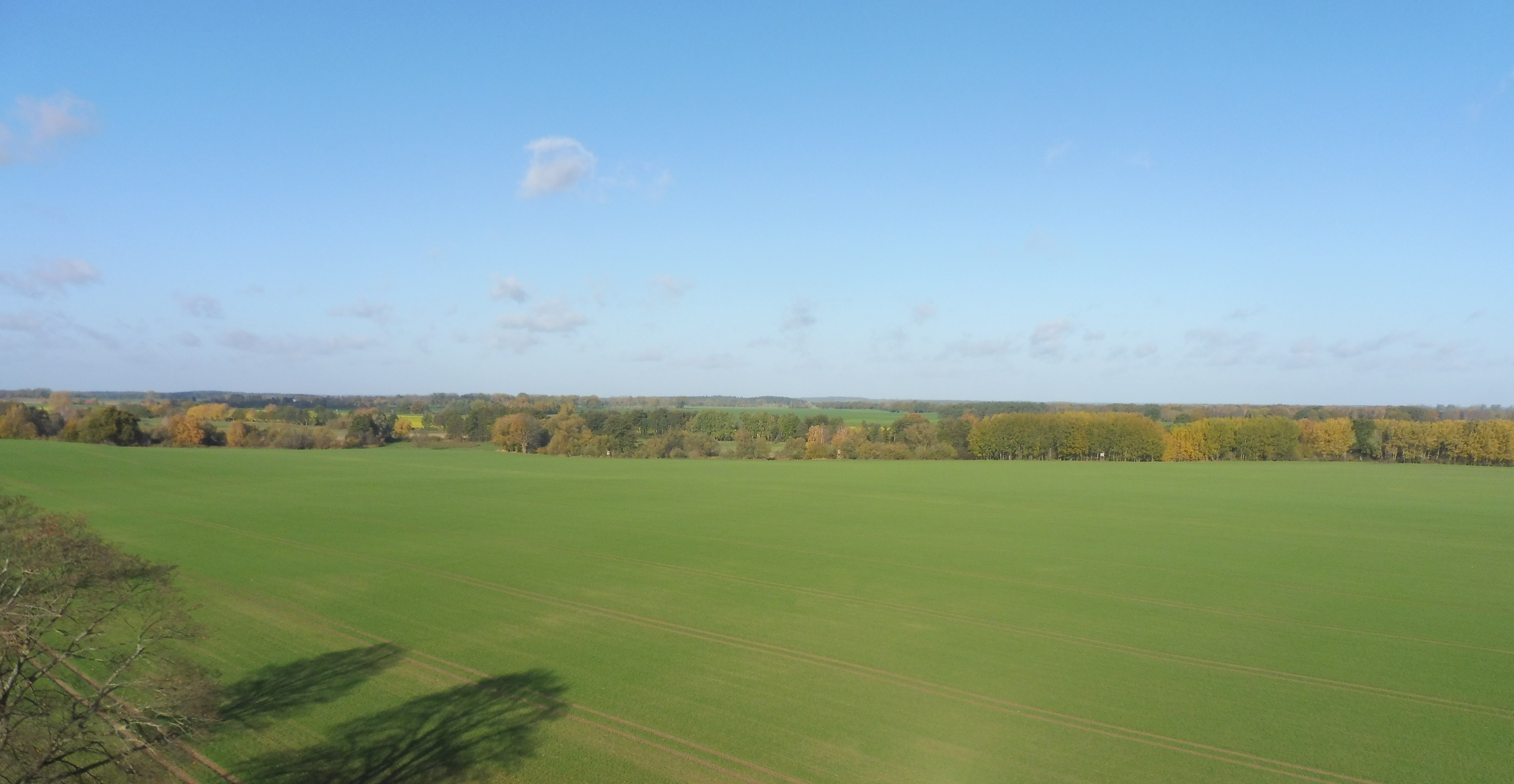
Südmecklenburg

Mecklenburg gehört zur Norddeutschen Tiefebene, die in zwei aufeinander folgenden Eiszeiten durch Bewegung der bis zu 1000 Meter dicken Gletscher geformt wurde, und hat Anteil an der Ostseeküste. Vorgelagert sind die Insel Poel und die Halbinsel Fischland, deren Fortsetzungen Darß und Zingst zu Vorpommern gehören. Entsprechend seiner großräumlichen Zugehörigkeit besteht Mecklenburg zu weiten Teilen aus Flachland. Dieses Flachland gestaltet sich durch viele Moränenzüge und Seen. Die Müritz ist der größte vollständig in Deutschland liegende See. Weitere große Seen sind der Plauer See und der Schweriner See. Wichtige Flüsse in Mecklenburg sind die Warnow, die Recknitz, die Tollense und die Elde, bei Boizenburg und bei Dömitz grenzt Mecklenburg an die Elbe. In Richtung der Baltischen Seenplatte verläuft ein schwach ausgeprägter Höhenzug, der die Wasserscheide zwischen Elbe und Ostsee bildet.
Die höchsten Erhebungen sind die Helpter Berge (ca. 179,2 m ü. NHN) und die Ruhner Berge (176,8 m ü. NHN). Der Müritz-Nationalpark liegt im Gebiet von Mecklenburg und ist Deutschlands größter Nationalpark im Binnenland.
Besondere Landschaften
Feldberger Seenlandschaft
Lewitz
Mecklenburgische Seenplatte
Müritz
Nebel (Fluss)
Sternberger Seengebiet

## Geschichte

### Ur- und Frühgeschichte
Der Name Mecklenburg („Mikelenburg“) taucht erstmals in einer Urkunde des Jahres 995 auf. Er bezeichnete damals die slawische Burg Mecklenburg (Wiligrad) im heutigen Dorf Mecklenburg bei Wismar und bedeutet so viel wie „Große Burg“. Der Name übertrug sich in der Folgezeit auf ein hier beheimatetes Geschlecht slawischer Fürsten (Könige), dann auf das von ihnen beherrschte Gebiet.

### Mittelalter

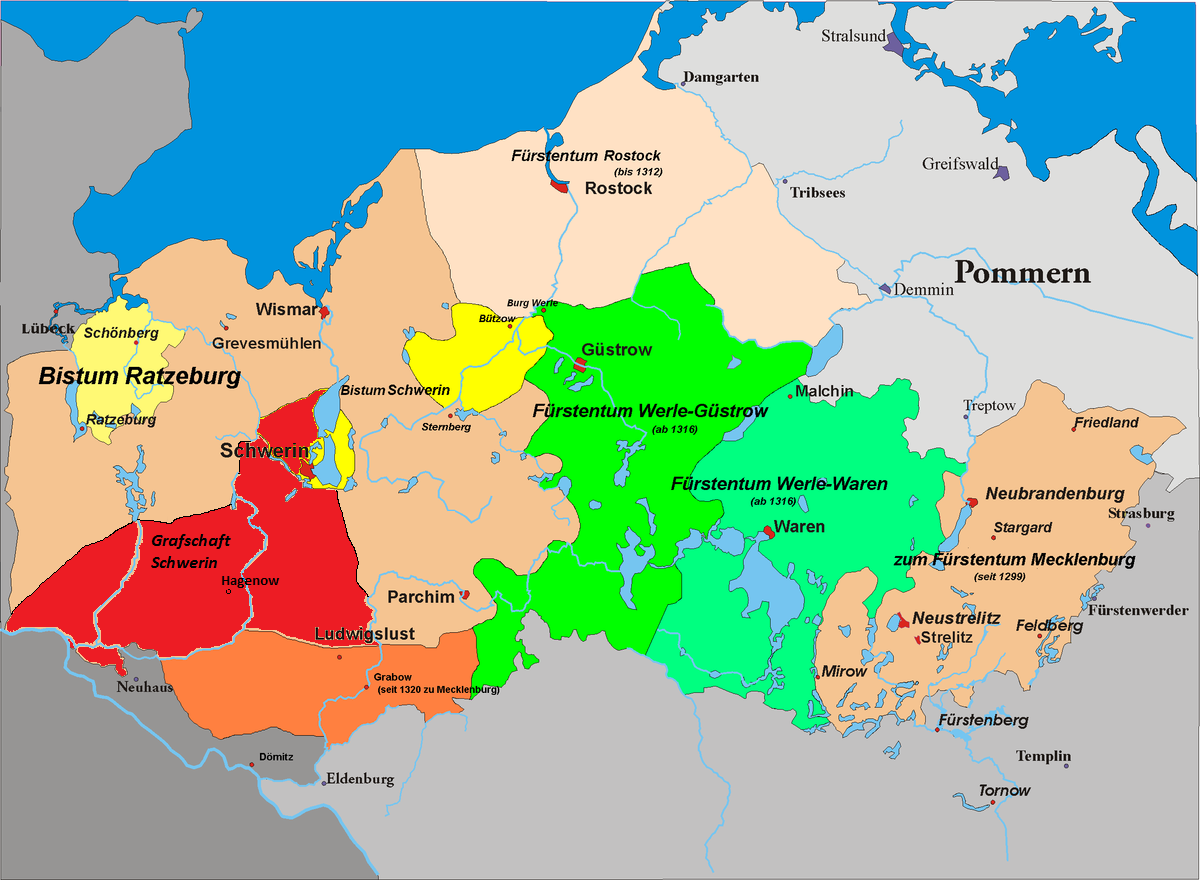
Landesgrenzen von Mecklenburg um 1300 (grün: Fürstentum Werle von 1314–1316)

Im frühen Mittelalter war Mecklenburg von Slawen besiedelt. Das Herrschaftsgebiet der slawischen Fürsten (Könige) zu Mecklenburg geriet ab 1160 (zunächst unter den Sachsen) in deutschrechtliche Lehnsabhängigkeit, und es begann die dauerhafte Eingliederung Mecklenburgs in das Heilige Römische Reich, die nur durch die Zeit dänischer Besetzung von 1180 bis 1227 unterbrochen wurde. So erhielt Obodritenfürst Pribislav 1167 die Terra Obodritorum (außer Grafschaft Schwerin) als Vasall des sächsischen Herzogs Heinrich des Löwen zurück und nahm den christlichen Glauben an.
Ab 1200 zogen deutsche Siedler aus Westfalen, Niedersachsen, Friesland und Holstein ins Land. Um 1219 tritt erstmals der Stierkopf als mecklenburgisches Wappen auf. Von den 56 in Mecklenburg existierenden Städten wurden 45 in der Zeit der deutschen Ostsiedlung gegründet.
Heinrich Borwin II. konnte im Konflikt mit den dänischen König Waldemar II. nach der gewonnenen Schlacht bei Mölln im Jahr 1225 und den resultierenden Vertrag von Bardowick Mecklenburg von der dänischen Vorherrschaft befreien.
Die Erste Mecklenburgische Hauptlandesteilung erfolgte nach dem Tode Heinrich Borwins II. im Jahre 1226. Es entstanden die Fürstentümer Mecklenburg, Werle, Parchim-Richenberg und Rostock. Das Fürstentum Werle wurde im Jahr 1436 nach mehreren Teilungen als letztes Teilfürstentum aufgelöst. Die Auflösung der beiden anderen Fürstentümer erfolgte bereits 1256 (Parchim) bzw. 1312 (Rostock). Nach dem Tod Heinrichs II. von Mecklenburg im Jahr 1329 wurde das Fürstentum Mecklenburg im Jahr 1352 unter seinen Söhnen in die Linien Mecklenburg-Stargard und Mecklenburg-Schwerin geteilt. Ab dem Jahr 1348 wurde Mecklenburg unter Albrecht II. als Herzogtum reichsunmittelbares Territorium. Unter Heinrich dem Dicken wurde Mecklenburg 1471 nochmals ein einheitliches Herzogtum. Durch neue Teilungen erfolgte die Trennung in Mecklenburg-Schwerin und Mecklenburg-Güstrow. Zwischen 1276 und 1375 gab es Änderungen der äußeren Landesgrenzen. Von 1276 bis 1292 kam Wesenberg an die Mark Brandenburg, dafür gelangte um 1300 die Herrschaft Stargard in die Hand der Mecklenburger. Stadt und Land Grabow fielen 1320 an Mecklenburg und 1375 kam Dömitz zu Mecklenburg.
Im hohen Mittelalter lag Mecklenburg im Einflussbereich der Hanse. Nachdem unter Führung Lübecks Ende des 13. Jahrhunderts die deutsche Hanse entstanden war, schlossen sich schon bald die mecklenburgischen Städte Rostock und Wismar dem mächtigen Handelsbündnis an. Zusammen mit Lübeck und den pommerschen Städten Stralsund und Greifswald sowie einigen kleineren Städten bildeten sie das so genannte Wendische Quartier der Hanse.
Die Landstände in Mecklenburg bildeten sich seit dem 13. Jahrhundert, als zunächst die Ritterschaft, die Gesamtheit der Vasallen in Mecklenburg, in bestimmten Angelegenheiten zusammengerufen wurden (z. B. Vormundschaft für minorenne Monarchen). Die Landschaft, die Vertretung der landständigen Städte (Landstadt in Mecklenburg), geht auf den Beginn des 14. Jahrhunderts zurück, als die Ritterschaft zu ihren Versammlungen Vertreter der Städte hinzuzog. Da die effektive Erhebung von Steuern, deren Aufkommen vor allem von Handelsumsätzen städtischer Kaufleute und von Löhnen freier Städter herrührte, der Kooperation der städtischen Finanzbehörden bedurfte, stand die Einführung oder Veränderung jeder einzelnen Steuer unter dem Vorbehalt der Zustimmung durch die mecklenburgischen Landtage. Die dorthin entsandten Vertreter repräsentierten Landschaft, Ritterschaft und seit Beginn des 15. Jahrhunderts auch Prälaten, die alle drei zusammen Landstände bildeten. „Ihre weitere Formierung erfolgte im ständigen Machtkampf mit der Landesherrschaft.“ Seit der Einigung Mecklenburgs unter Heinrich IV. dem Dicken 1471 versammelten sich die jeweiligen Stände der drei Teilherrschaften Mecklenburg (Mecklenburgischer Kreis), Wenden (Wendischer Kreis) und Stargard (Stargardscher Kreis) zunehmend zu gemeinsamen Landtagen, bevor sie 1523 eine Union bildeten, um der unmittelbar bevorstehenden erneuten dynastischen Zergliederung des Landes durch Albrecht VII. entgegenzuwirken. Fortan waren die vereinten Landstände, auch Landesunion genannt, das Band, das die mecklenburgischen Teilherrschaften zusammenhielt.
Die Prälaten waren Vertreter der Klöster und Kollegiatstifte im Lande, die im Zuge der Reformation ihre Bedeutung einbüßten. 1549 zuletzt zu einem Landtag hinzugezogen wurden Prälaten 1552 nicht mehr als landtagsfähig anerkannt. Die drei Klöster Dobbertin, Malchow und Ribnitz wurden 1572 säkularisiert und in evangelischen Damenstifte umgewandelt. Als Landesklöster standen sie fortan unter der Regie von Ritter- und Landschaft Mecklenburgs. Seit Ausscheiden der Prälaten bildete Ritter- und Landschaft die Landstände Mecklenburgs. Die Herzöge in Schwerin erkannten ab 1763 die Landjudenschaft Mecklenburg-Schwerins als Standesvertretung ohne legislative Befugnisse aber mit Binnenautonomie an, während die Ritter- und Landschaft schon ihre Existenz ablehnte.

### Frühe Neuzeit
Die moderne Landesgeschichtsschreibung unterscheidet drei Mecklenburgische Hauptlandesteilungen (1229–1235, 1621, 1701), die teilweise namensgleiche Landesteile mit verschiedenartigen Gebietsanteilen hervorbrachten. Zwischen 1628 und 1630 wurden die Herzöge des Hauses Mecklenburg im Dreißigjährigen Krieg durch Kaiser Ferdinand II. abgesetzt und sein Feldherr Wallenstein mit Mecklenburg belehnt. Wallenstein wurde schon Anfang 1630 wieder entlassen und die Herzogtümer nach seinem Tod rückübereignet. Danach schlossen sich die Herzöge dem Prager Frieden mit dem Kaiser an.
Erst 1701 konnte sich das mecklenburgische Fürstenhaus auf das Erbfolgeprinzip der Primogenitur einigen. Zugleich wurde Mecklenburg durch den so genannten Hamburger Vergleich vom 8. März 1701 in zwei beschränkt autonome (Teil-)Herzogtümer, ab 1815 (Teil-)Großherzogtümer, geteilt – Mecklenburg-Schwerin und Mecklenburg-Strelitz –, die einen gemeinsamen Staat bildeten, seit 1755 dieselbe Verfassung hatten und einem gemeinsamen Landtag unterstanden. Diese landständische Verfassung in Mecklenburg galt bis 1918.
Im Jahr 1713 kam es zum Konflikt zwischen Herzog Karl Leopold, dem Regenten des Landesteils Mecklenburg-Schwerin, und den mecklenburgischen Landständen, der bis 1717 andauerte. Der Herzog suchte landesherrliche, absolutistische Souveränität gegen die Ritterschaft sowie gegen das mit ihr verbündete Rostock durchzusetzen. Er forderte die Stände auf, ihm zum Aufbau eines stehenden Heeres zusätzliche Steuern zu bewilligen, zwang dann den Rostocker Rat zum Verzicht auf seine Privilegien.
Nach Klagen der mecklenburgischen Landstände vor dem Kaiser gegen Karl Leopolds Rechtsbrüche und autokratische Bestrebungen wurde durch Kaiser Karl VI. 1717 die Reichsexekution gegen den Herzog verhängt.
Der Vollzug der Reichsexekution erfolgte im Frühjahr 1719. Karl Leopold verlegte seinen Regierungssitz nach Dömitz und verließ bald danach das Land. Die Regierung in Mecklenburg-Schwerin übernahmen als Exekutoren der Kurfürst von Hannover und der König von Preußen. Nach dem Tod von Kurfürst Georg Ludwig von Hannover (1727) wurde die Reichsexekution aufgehoben.
Der Kurfürst von Hannover und der König von Preußen drängten auf Zahlung der ihnen durch die Reichsexekution entstandenen Kosten. Da eine Beilegung des Konfliktes zunächst misslang, wurde Karl Leopold schließlich 1728 vom Reichshofrat in Wien zugunsten seines Bruders Christian Ludwig II. abgesetzt.
Als langfristige Folgen der Reichsexekution entfielen im Landesteil Mecklenburg-Schwerin größere Gebiete durch Verpfändung von acht Ämtern an den Kurfürsten von Hannover und von vier Ämtern an den preußischen König. Die politische und administrative Zersplitterung des Landes wurde dadurch verschärft, die Macht des Herzogs weiter eingeschränkt und die Bevölkerung zusätzlich belastet. Die Verpfändung der vier Ämter an Preußen endete erst 1787.
Nach langem Ringen schloss Christian Ludwig II. 1755 mit den Ständen den Landesgrundgesetzlichen Erbvergleich ab, der im Anschluss durch Adolf Friedrich IV. und seine Mutter ratifiziert wurde. Dieser Erbvergleich führte zur weiteren Festigung der Macht der mecklenburgischen Ritterschaft und konservierte die Rückständigkeit des Landes bis zum Ende der Monarchie in Mecklenburg (1918).

### Tauschobjekt der Besatzungsmacht

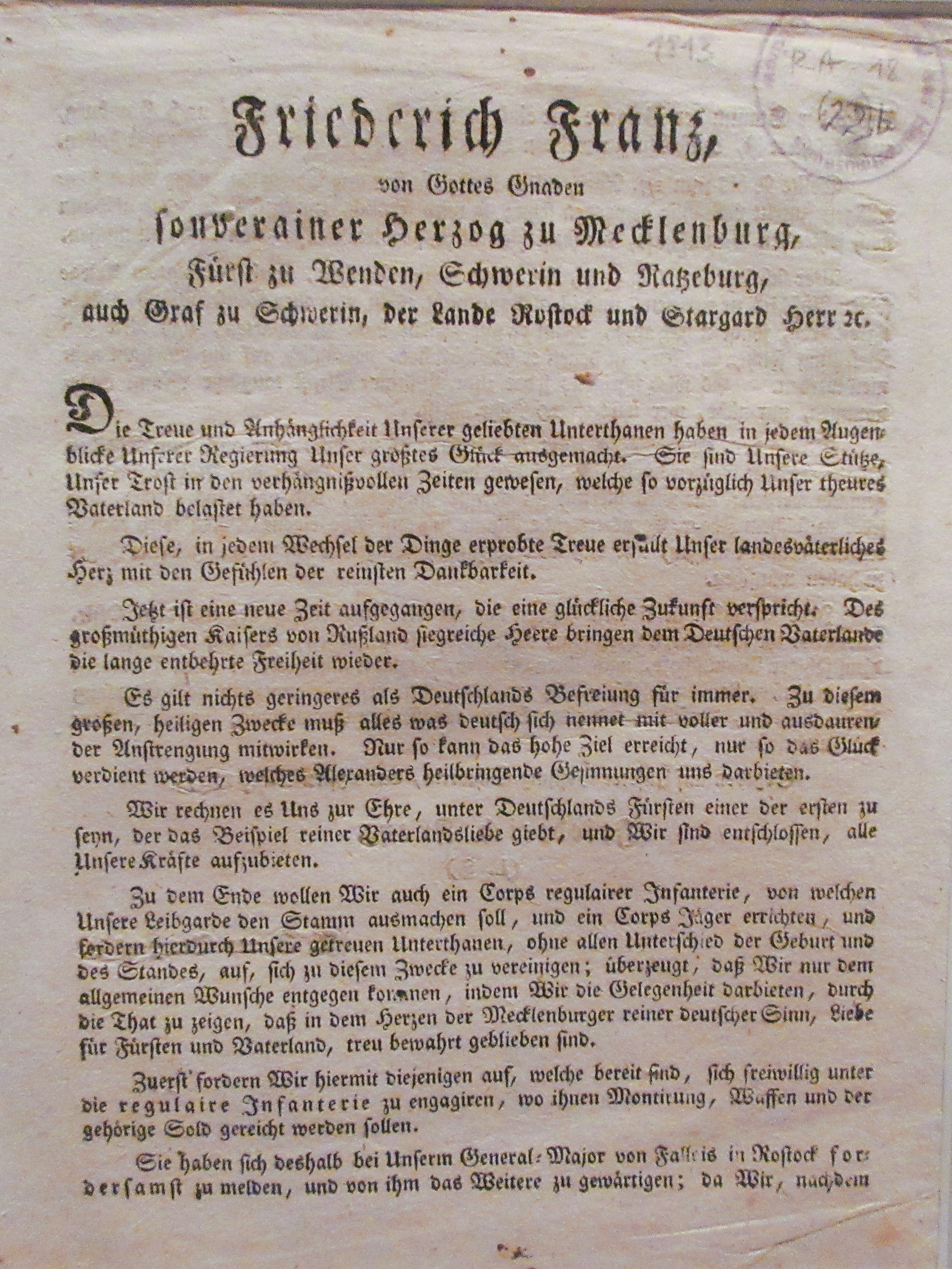
Aufruf Friedrich Franz’ I. am 25. März 1813 zur Bildung von Freiwilligenverbänden

Nach dem Sieg von Napoleon gerieten beide mecklenburgische Landesteile trotz vorangegangener Neutralitätspolitik 1806 unter die Räder der Geschichte. Der regierende Herzog von Mecklenburg-Schwerin wurde abgesetzt und musste zeitweilig auf dänisches Gebiet fliehen, der Strelitzer konnte zwar durch verschiedene Fürsprecher im Lande bleiben, verlor aber seine politischen Einflussmöglichkeiten fast vollständig. Mecklenburg blieb unter französischer Besatzung. 1808 traten beide mecklenburgischen Herzogtümer dem Rheinbund bei. In der Folgezeit wurde Mecklenburg von Napoleon mehrfach als Tausch- oder Kompensationsobjekt für andere Territorien angeboten. Jedoch zerschlugen sich diese Pläne. Nach den Befreiungskriegen von 1813/15 gegen die napoleonischen Besatzer konnte sich die mecklenburgischen Herzöge ein weiteres Jahrhundert auf ihren Thronen halten und tiefgreifende politische Veränderungen blieben aus.

### Vom Wiener Kongress bis zum Ende der Monarchie
1815 wurden beide Landesteile durch den Wiener Kongress zu Großherzogtümern, ohne dass sich an der Einbindung beider Landesteile in den mecklenburgischen Gesamtstaat etwas änderte. Mecklenburg behielt seine staatliche Eigenständigkeit. Durch die Revolution in Mecklenburg (1848) kam es in Mecklenburg erstmals zu freien Wahlen. Der nachfolgende Versuch zur Einführung einer Verfassung und zur Umwandlung des Staates in eine konstitutionelle Monarchie scheiterte jedoch am Widerstand der Ritterschaft und des Strelitzer Großherzogs. Auch spätere Vorstöße der Regierungen und der Großherzöge beider Landesteile von Mecklenburg, darunter der letzte große Versuch einer Verfassungsreform „von oben“ zwischen 1908 und 1913, führten zu keinem Resultat. Damit blieb das überlebte landständische Verfassungssystem bis zum Ende der Monarchie 1918 erhalten. Das Land zählte zuletzt zu den rückständigsten deutschen Territorien, insbesondere die Landbevölkerung lebte in ärmlichen Verhältnissen. Erst die Abdankung von Friedrich Franz IV. als Großherzog von Mecklenburg-Schwerin und als Verweser von Mecklenburg-Strelitz machte den Weg frei zur politischen Moderne. Als einziges deutsches Land wandelten sich beide mecklenburgischen Teilstaaten ohne Zwischenschritt von einem feudalistisch geprägten ständestaatlichen System in eine parlamentarische Republik.

### Mecklenburg in der Weimarer Republik und im Dritten Reich
Erst nach dem Sturz der Monarchie 1918 erlangten beide Landesteile ab 1918/19 als Freistaaten kurzzeitig politische Selbstständigkeit. Sie unterhielten getrennte Landtage (von Mecklenburg-Strelitz und von Mecklenburg-Schwerin), gaben sich eigene Verfassungen, hielten aber am gemeinsamen Oberappellationsgericht fest. Unter nationalsozialistischem Druck beschlossen die Landtage beider Freistaaten unter Reichsstatthalter Friedrich Hildebrandt die Wiedervereinigung zum Land Mecklenburg mit Wirkung zum 1. Januar 1934.

### Nach 1945

Siegel des Landes Mecklenburg der DDR (1948–1952)

Nach dem Ende des Zweiten Weltkriegs im Jahr 1945 erfolgte eine Veränderung der Zonengrenze zwischen Großbritannien und der Sowjetunion im Barber-Ljaschtschenko-Abkommen vom 13. November 1945. Dabei wurden die Nachbargemeinden Ratzeburgs Ziethen, Mechow, Bäk und Römnitz dem Kreis Herzogtum Lauenburg zugeschlagen. Sie gehörten bis dahin zu Schönberg (Mecklenburg) (bis 1934 Teil von Mecklenburg-Strelitz) und kamen im Austausch gegen die lauenburgischen Gemeinden Dechow, Thurow (heute Ortsteil der Gemeinde Roggendorf) und Lassahn zur britischen Zone. Diese Gebietsveränderung wurde auch nach der deutschen Wiedervereinigung 1990 beibehalten.
Das Land Mecklenburg wurde 1945 mit den bei Deutschland bleibenden Resten der preußischen Provinz Pommern und dem ehemals zur preußischen Provinz Hannover gehörenden Amt Neuhaus an der Elbe zum Land Mecklenburg-Vorpommern vereinigt, dessen amtliche Bezeichnung auf sowjetischen Befehl 1947 in „Mecklenburg“ geändert wurde. Der Fürstenberger Werder mit der Stadt Fürstenberg/Havel wurde 1950 von Mecklenburg abgetrennt und in den Landkreis Templin des Landes Brandenburg umgegliedert.
1952 wurde das Land Mecklenburg wie alle übrigen Länder der DDR aufgelöst und in Bezirke eingeteilt: aus der Küstenregion wurde der Bezirk Rostock gebildet, der Westen Mecklenburgs wurde zum Bezirk Schwerin, der Osten zum Bezirk Neubrandenburg. Die letzteren Bezirke bezogen auch Territorien des vorherigen Landes Brandenburg mit ein.

### Bundesrepublik Deutschland seit 1990

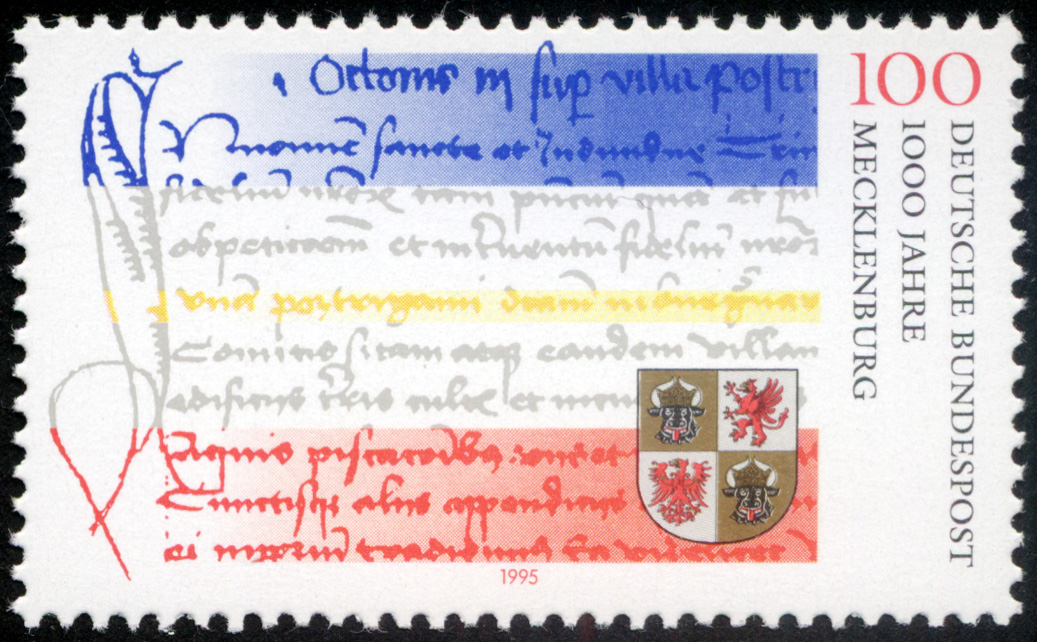
Briefmarke zum Landesjubiläum 1000 Jahre Mecklenburg. Deutsche Bundespost, 1995

Nach der Deutschen Wiedervereinigung am 3. Oktober 1990 wurde das Land Mecklenburg-Vorpommern neu begründet und ist seitdem ein Land der Bundesrepublik Deutschland. Die Grenzen von 1952 wurden näherungsweise wiederhergestellt, folgten aber auch den in der DDR-Zeit entstandenen Kreisgrenzen. Im Juni 1993 kam das Amt Neuhaus wieder unter die Verwaltung Hannovers, indem es dem niedersächsischen Landkreis Lüneburg angegliedert wurde. Es ist das einzige Gebiet der ehemaligen DDR, das heute zu einem „westlichen“ Bundesland gehört.
Vor allem der Westen der Region Mecklenburg hat sich seit der Deutschen Wiedervereinigung wirtschaftlich gut entwickelt, es wurde im ganzen Gebiet umfangreich in die Infrastruktur (u. a. A 20, Flughafen Rostock-Laage), Bildung und in die Städtebauförderung investiert, vor allem in die Sanierung historischer Stadtkerne. Die außerordentlichen Bemühungen um das Erbe der Hansestadt Wismar wurden 2002 mit der Aufnahme in die Welterbeliste der UNESCO gewürdigt, gemeinsam mit der Altstadt von Stralsund in Vorpommern. Das Schweriner Schloss mit seinem Residenzensemble wurde 2014 in die Tentativliste Deutschlands aufgenommen und 2024 der UNESCO-Weltkulturerbeliste auf einer Entscheidungstagung in Indien hinzugefügt.
Im Jahr 2007 wurde in Heiligendamm an der mecklenburgischen Ostseeküste der 33. G8-Gipfel abgehalten, das Treffen der Regierungschefs der größten Industrienationen der Welt. Im September 2014 empfing der Bundespräsident Joachim Gauck zum Treffen der deutschsprachigen Staatsoberhäupter erstmals die Regierungschefs von Belgien, Liechtenstein, Luxemburg, Österreich und der Schweiz in Bad Doberan und Rostock.

## Verfassung und Verwaltung

### Ministerpräsidenten (1934–1952)
- 1934: Hans Egon Engell, NSDAP
- 1934 bis 1945: Friedrich Scharf, NSDAP
- 1945 bis 1951: Wilhelm Höcker, SPD, dann SED (1945 bis 1947 als Präsident der Landesverwaltung)
- 1951: Kurt Bürger, SED
- 1951 bis 1952: Bernhard Quandt, SED

### Orden
- Siehe Kategorie:Orden und Ehrenzeichen (Mecklenburg)

## Bildung und Kultur

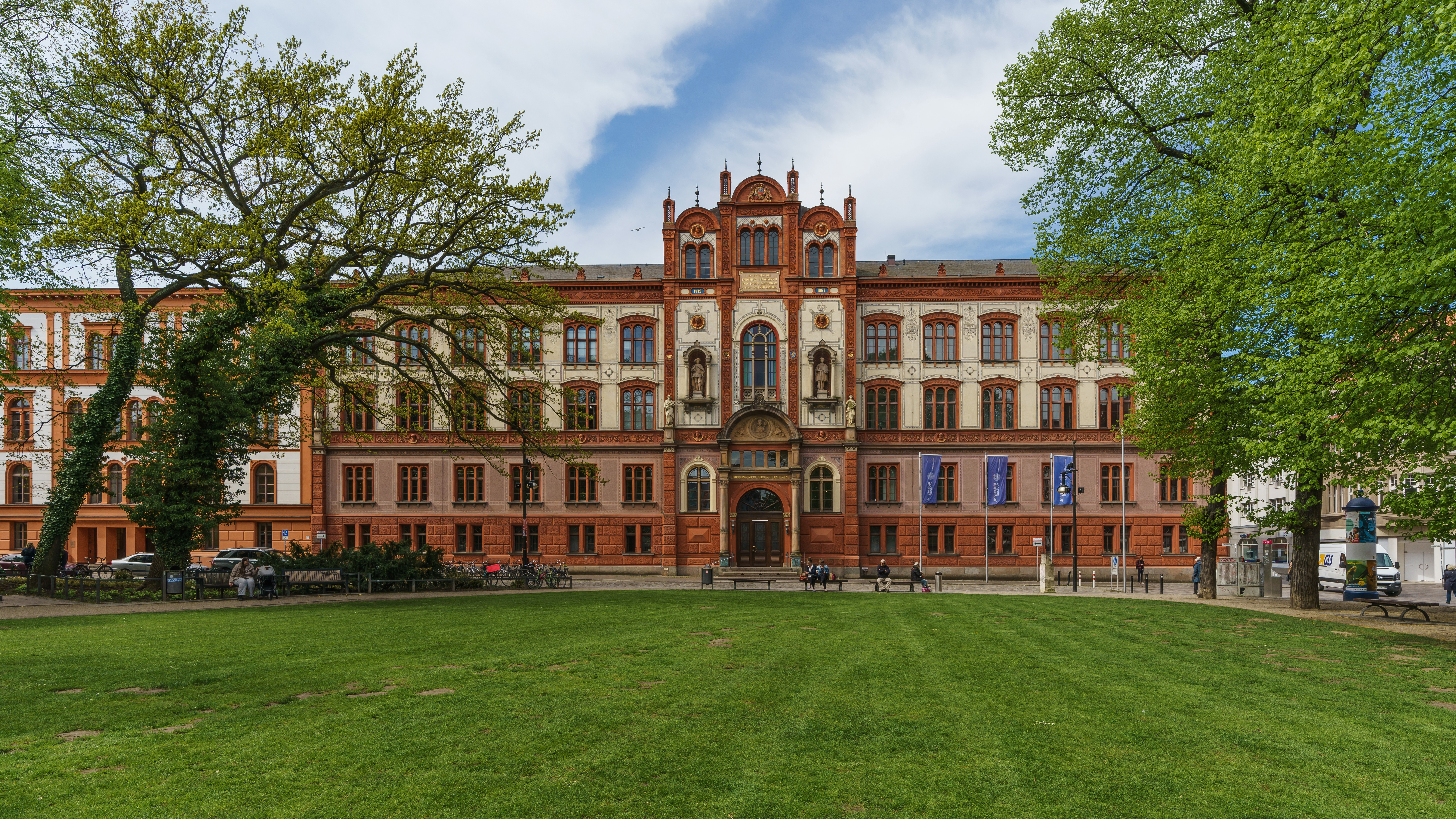
Universität Rostock

In Mecklenburg befinden sich die Universität Rostock, die Hochschule für Musik und Theater Rostock, die Fachhochschule für öffentliche Verwaltung, Polizei und Rechtspflege in Güstrow, die Hochschule Wismar, die Hochschule Neubrandenburg, ein Campus der Hochschule der Bundesagentur für Arbeit und das private Baltic College in Form einer Fachhochschule in Schwerin.
Der Erhaltung, Erforschung und Vermittlung des mecklenburgischen Kulturerbes widmet sich unter anderem die Stiftung Mecklenburg mit Sitz in Schwerin.
Die Historischen Altstädte Stralsund und Wismar sind seit dem Jahr 2002 als UNESCO-Welterbe anerkannt.

### Sprache
Die traditionelle Sprache Mecklenburgs ist bis heute das zum Ostniederdeutschen zählende Mecklenburgisch. Heutzutage wird aber hauptsächlich Standarddeutsch gesprochen, das vor allem auf dem Land mundartlich gefärbt sein kann.
Bedeutende niederdeutsche Schriftsteller aus Mecklenburg sind unter anderem Fritz Reuter, John Brinckman und Rudolf Tarnow.

### Theater und Museen

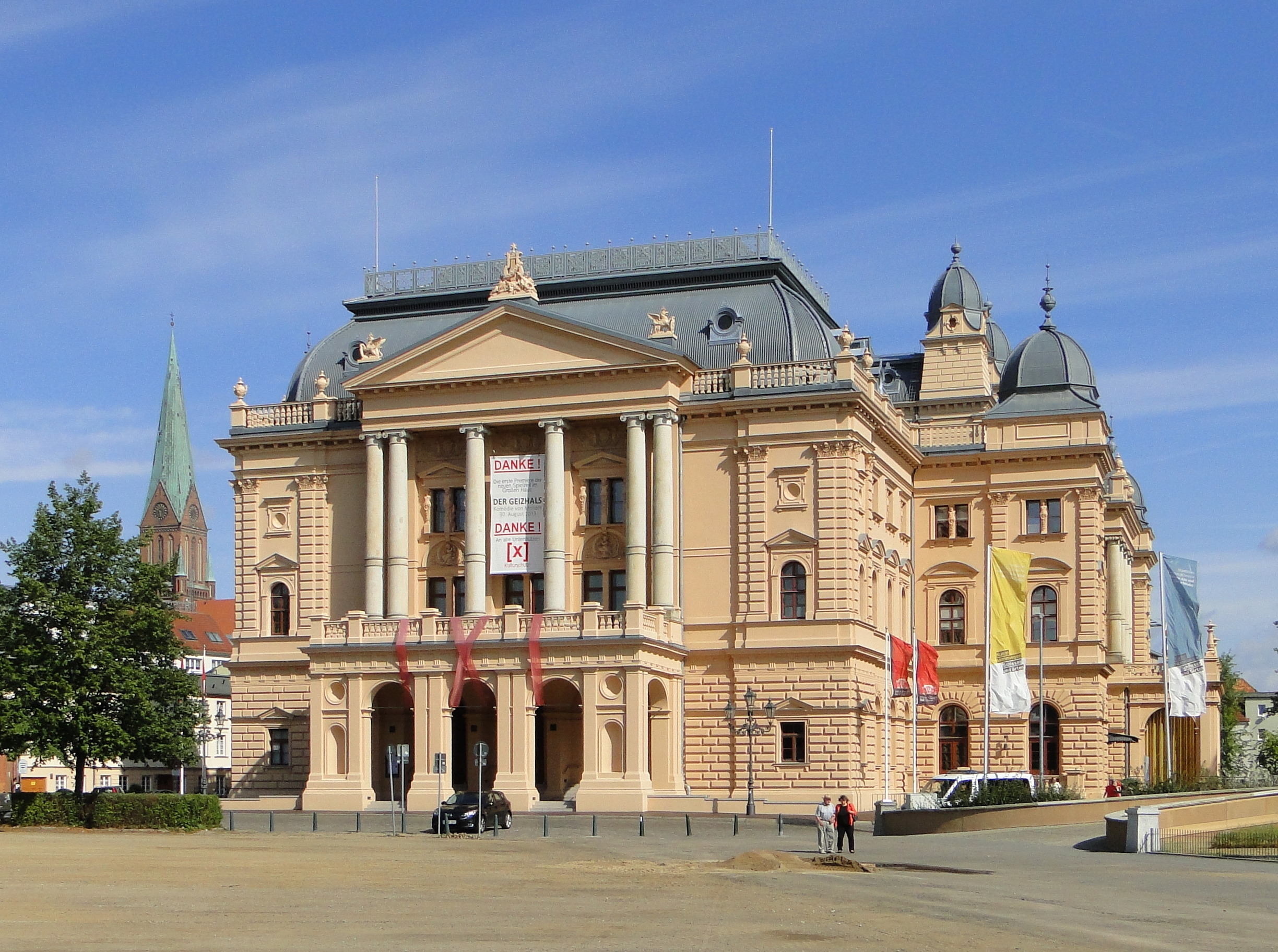
Mecklenburgisches Staatstheater

Die größten mit öffentlichen Mitteln geförderten Theater Mecklenburgs sind das Mecklenburgische Staatstheater Schwerin, das Volkstheater Rostock und die Theater und Orchester GmbH Neubrandenburg/Neustrelitz mit Spielstätten in Neubrandenburg und Neustrelitz. Alle diese Theater bieten sowohl Schauspiel als auch Musiktheater und Orchestermusik. Weitere wichtige Theater sind das Ernst-Barlach-Theater in Güstrow, das Mecklenburgische Landestheater Parchim und das Theater Wismar. Zudem gibt es diverse kleine Theater an der Ostseeküste und in einzelnen Künstlerdörfern und Kurorten.
Bemerkenswerte Museen von überregionaler Bedeutung sind das Staatliche Museum Schwerin, das Deutsche Bernsteinmuseum in Ribnitz, das Kloster zum Heiligen Kreuz (Rostock) und die Kunsthalle Rostock. Das kleinste Museum des Landes ist das Bildhauermuseum Prof. Wandschneider in Plau am See. Sehr innovativ ist das Virtuelle Landesmuseum Mecklenburg-Vorpommern das auf einer Homepage Exponate aus rund 50 verschieden historischen Museen des Landes zeigt.
Zu besichtigen sind auch viele der zahlreichen Schlösser, Burgen und Gutshäuser im Land. Einige von ihnen werden als Museen geführt, z. B. Burg Stargard, Alte Burg Penzlin, Burg Plau und Alte Burg Neustadt-Glewe.

### Veranstaltungen
Die jährlich im Sommer stattfindenden „Festspiele Mecklenburg-Vorpommern“ sind ein Festival für klassische Musik mit zahlreichen Spielorten in Mecklenburg, z. B. in der Schweriner Altstadt, im Wismarer Hafen, in Gutshäusern, Schlössern und Parks.
Alle zwei Jahre findet der MV-Tag als offizielles Landesfest statt, vom 20. bis 22. Juni 2014 in der historischen Residenzstadt Neustrelitz.

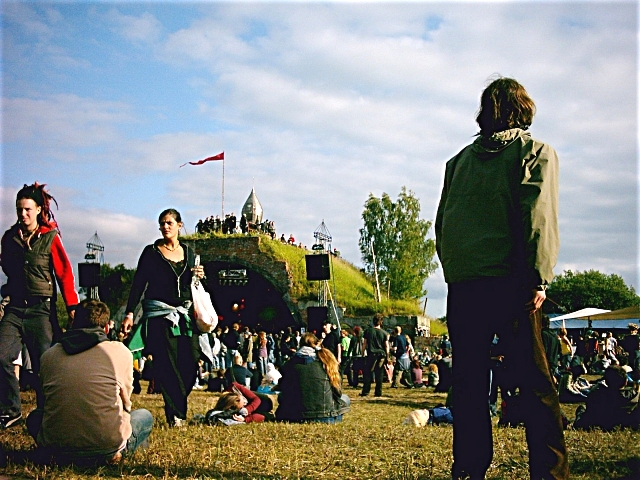
Fusion Festival in Lärz

Eine Veranstaltung für junge Kunst ist das Fusion Festival auf dem Flugplatz Lärz südlich der Müritz. Es findet seit 1997 jährlich statt und ist ein Festival für Musik, Theater und Performance-Kunst.
Weitere überregional bedeutende Veranstaltungen in Mecklenburg sind:
- Airbeat One: Festival für elektronische Tanzmusik in Neustadt-Glewe, das seit 2002 jährlich stattfindet.
- dokumentART: Filmfestival für Dokumentarfilme in Neubrandenburg, das seit 1992 jährlich im Herbst stattfindet. Gleichzeitig wird das Festival im polnischen Stettin ausgetragen.
- Festspiele im Schlossgarten: Operettenfestspiele in Neustrelitz mit bis zu 30.000 Besuchern, die seit 2001 im Schlossgarten stattfinden.
- Filmkunstfest Mecklenburg-Vorpommern: Filmfestival mit rund 17.000 Besuchern im Jahr in Schwerin, bei dem seit 2002 der Goldene Ochse für herausragende Beiträge zur deutschen Filmkultur verliehen wird.
- Force Attack: Punk-Festival, das seit 1997 an wechselnden Standorten in Mecklenburg stattfand. 2013 musste die Veranstaltung abgesagt werden.
- Immergut Festival: Indie-Rock-Musikfestival in Neustrelitz, das seit 2000 jährlich Ende Mai stattfindet.
- Piraten-Open-Air: Freilichttheater in Grevesmühlen mit über 50.000 Besuchern jährlich, das seit 2005 jährlich im Sommer stattfindet.
- Schlossfestspiele Schwerin: Opernfestival in Schwerin, das seit 1993 jährlich vom Mecklenburgischen Staatstheater veranstaltet wird. Bis zu 70.000 Besucher besuchen die Festspiele jeden Sommer.
- Zappanale: Musikfestival in Bad Doberan, das seit 1990 stattfindet. Es widmet sich mit verschiedensten Künstlern und Interpretationen dem Erbe des Komponisten und Musikers Frank Zappa.

## Wirtschaft
Traditionell sind im Industriesektor die maritime Industrie, der Maschinenbau und die Lebensmittelindustrie bedeutend. Darüber hinaus spielen Tourismus, Gesundheitswirtschaft, Immobilienwirtschaft, Dienstleistungssektor und Spitzentechnologie eine zunehmend große Rolle.

### Wirtschaftsförderung
Verschiedene staatliche und staatsnahe Einrichtungen versuchen vor allem die Ansiedlung von Biotechnologie, Life Sciences und Medizintechnik, Energie- und Umwelttechnik, Luft- und Raumfahrttechnik und Informationstechnik zu fördern. Unternehmen aus diesen Bereichen siedeln sich zunehmend um die Stadt Rostock mit ihrer Universität und der umgebenden Forschungslandschaft, sowie um die Hochschule Wismar, die Fachhochschule des Mittelstands und die Hochschule Neubrandenburg und ihre Technologiezentren an. Diese sowie mehrere weitere Initiativen befördern vor allem innovative Unternehmensgründungen, z. B. TechnoStartup MV, MV-Startups, BioCon Valley, Kreative MV, die IT-Initiative MV oder der Entrepreneurs Club Rostock.

### Industrie

#### Maritime Industrie

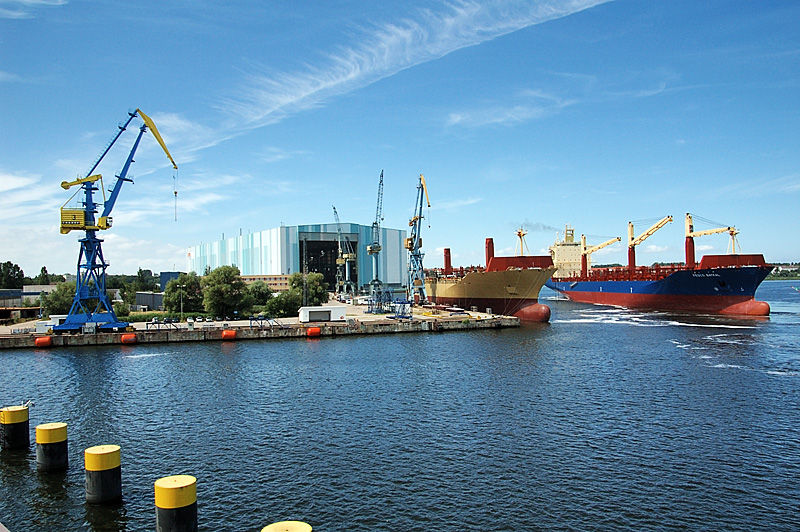
Nordic Yards

Die Maritime Wirtschaft ist ein bedeutender Arbeitgeber an der mecklenburgischen Ostseeküste. In nächster Nähe der Seehäfen in Rostock und Wismar haben sich diverse produzierende Firmen angesiedelt.
Nordic Yards ist an beiden Standorten mit großen Werftbetrieben vertreten. Weitere große Unternehmen im Sektor sind zum Beispiel die Deutsche Seereederei, Scandlines und die Mecklenburger Metallguss (MMG). Das Kreuzfahrtunternehmen AIDA Cruises hat seinen Deutschlandsitz im Rostocker Stadthafen und beschäftigt über 6000 Arbeitnehmer. Ebenfalls in Rostock produziert Liebherr (Liebherr-MCCtec Rostock) maritime Kräne, Hafenmobilkräne, Schiffskräne, Offshorekräne und Reach-Stacker.
Es bestehen gut ausgebaute Verkehrsverbindungen zu den Nachbarn im Ostseeraum, wie beispielsweise Fährlinien zwischen den deutschen Häfen und Polen, Dänemark, Schweden, Finnland, Lettland, Litauen und Russland.

#### Luft- und Raumfahrt

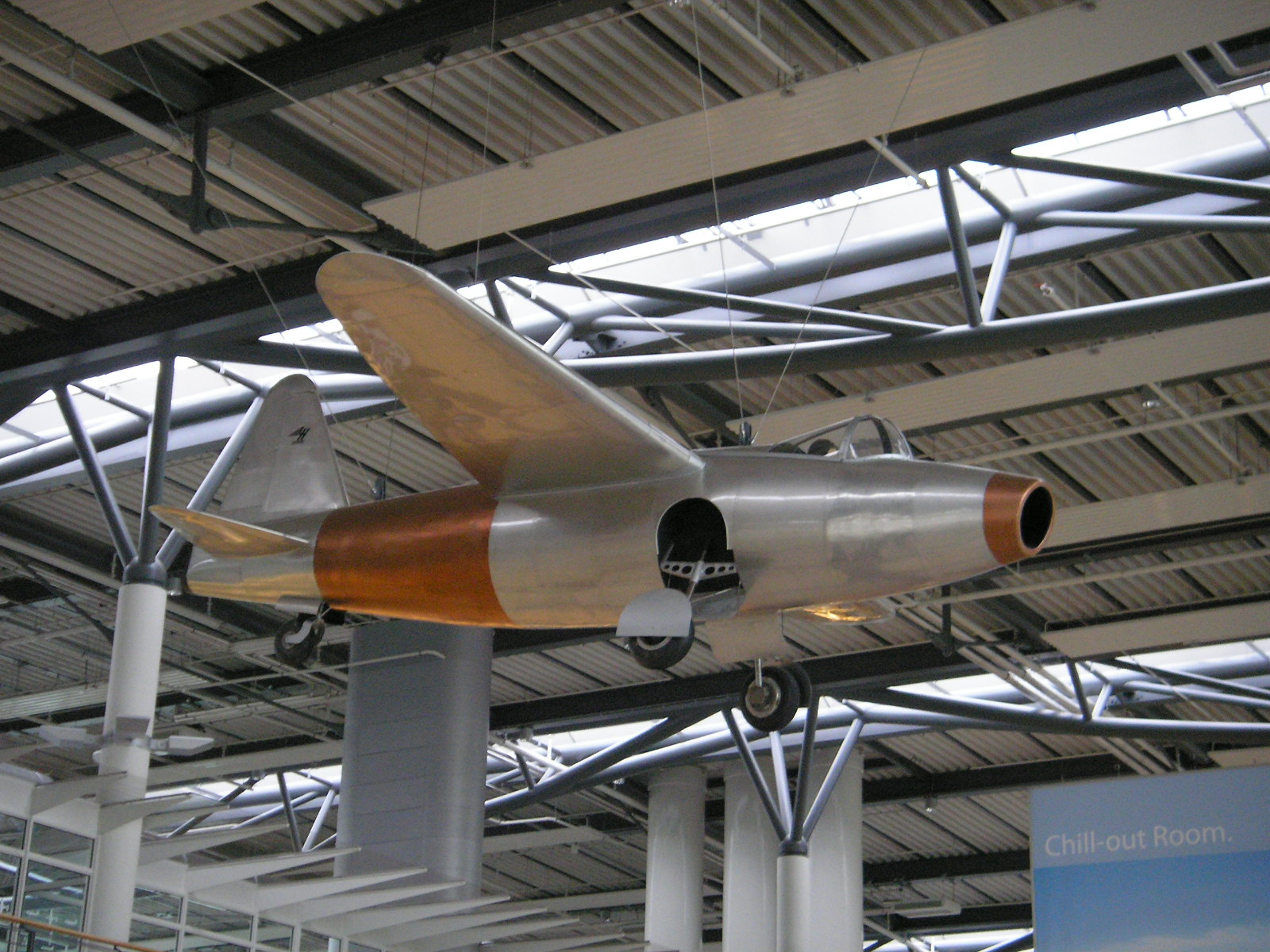
Replika der Heinkel He 178 im Flughafen Rostock-Laage. Das erste Düsenflugzeug der Welt flog erstmals am 27. August 1939 über Marienehe.

Seit der deutschen Wiedervereinigung 1990 entwickelte sich die Luft- und Raumfahrtindustrie in der Region erneut. So haben sich im Großraum Rostock und am Flughafen Rostock-Laage u. a. mehrere Airbus-Zulieferer mit insgesamt rund tausend Mitarbeitern, wie die RST Rostock-System-Technik GmbH. Auch Edag, die luratec AG, Assystem, Ferchau Engineering und Diehl Aerospace angesiedelt. Im November 2007 wurde das Warnemünder Zentrum für Luft- und Raumfahrt eröffnet. Das Deutsche Zentrum für Luft- und Raumfahrt (DLR) unterhält in Neustrelitz Einrichtungen des Deutschen Fernerkundungsdatenzentrums sowie des Instituts für Kommunikation und Navigation. Die Neustrelitzer Forscher sind maßgeblich an der Entwicklung der europäischen Satellitennavigation Galileo beteiligt.
Zu DDR-Zeiten wurden spätestens ab 1961 praktisch alle Unternehmen der Branche enteignet und z. B. auf landwirtschaftliche Produktion umgerüstet oder vollständig liquidiert. In der Vorkriegszeit wurden jedoch zahlreiche Erfindungen und Unternehmen in der Region geboren. Die 1913 von Berlin nach Schwerin umgezogene Fokker Aeroplanbau GmbH hatte ihren Sitz am Schweriner See in der Bornhövedstraße, die Flugzeugbaufirma wurde u. a. für ihre Dreidecker mit dem „Roten Baron“ weltberühmt. In Rostock-Warnemünde entstand mit den Ernst Heinkel Flugzeugwerken im Jahr 1922 einer der größten Flugzeugbauer der ersten Hälfte des 20. Jahrhunderts. Die Heinkel He 178 war das weltweit erste Düsenflugzeug und hatte ihren Jungfernflug am 27. August 1939 in Rostock-Marienehe. Seit 1921 gab es in Warnemünde zudem die Arado Flugzeugwerke. Ebenfalls zunächst in Warnemünde und ab 1934 in Ribnitz war der Walther-Bachmann-Flugzeugbau ansässig. Für die Aufrüstungspolitik ab 1933 wurden die meisten Firmen enteignet bzw. mussten auf Militärfertigung umstellen. Von 1933 bis 1945 wurden die Norddeutschen Dornier-Werke in Wismar mit späterer Außenstelle in Neustadt-Glewe gänzlich auf Kriegsproduktion eingestellt.

### Tourismus

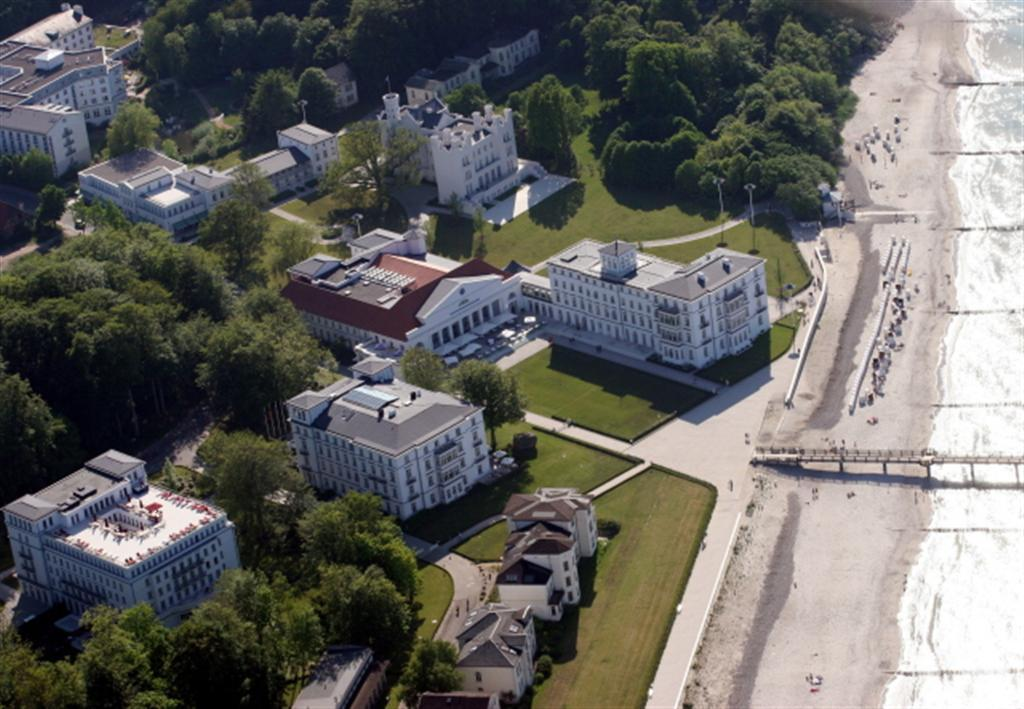
Heiligendamm war das erste Seebad auf dem europäischen Kontinent. An der mecklenburgischen Ostseeküste gibt es heute zahlreiche Badeorte, die für den Tourismus bedeutend sind.

Die Landschaft Mecklenburgs bietet viele Naturräume und hat mit der Ostseeküste und den dortigen Seebädern, dem Mecklenburger Seenland und der Mecklenburgischen Schweiz attraktive Urlaubsziele.
Rostocks Stadtteil Warnemünde ist mit über 350.000 Passagierbewegungen pro Jahr (Stand: Februar 2011) der größte Kreuzfahrthafen in Deutschland und liegt somit vor den jahrelangen Spitzenreitern Kiel und Hamburg. Die jeden Sommer in Warnemünde stattfindende Warnemünder Woche und die Hanse Sail ziehen jährlich ungefähr eine Million Touristen nach Rostock. Daneben hat sich die Müritz Sail in Waren als Veranstaltung auf dem Binnengewässer etabliert.
Seit der Mitte der 1990er Jahre ist der Tourismus ein bedeutender Wirtschaftszweig mit hohen Zuwachsraten, beim Inländer- wie auch beim internationalen Tourismus. Bedeutende Urlaubszentren an der Ostseeküste sind vor allem Rostock mit Warnemünde und Hohe Düne, Bad Doberan (mit Heiligendamm, wo ab 1793 das erste Seebad Deutschlands entstand) und die nahen Orte Kühlungsborn und Rerik, sowie Wismar (Welterbe-Altstadt), Boltenhagen, Graal-Müritz, die Insel Poel und die Halbinsel Fischland. Die Seebäder sind neben ihren Ostseestränden und Promenaden vor allem für ihre Bädervillen bekannt.
Wichtigstes Zentrum des Tourismus im Binnenland ist das Mecklenburger Seenland, mit dem Hauptort Waren (Müritz). Der Müritz-Nationalpark und die Orte Malchow, Röbel, Mirow, Feldberg, Klink, Göhren-Lebbin, Rechlin, Krakow am See und Plau am See sind ebenfalls bekannte Ziele der Seenplatte. Auch Schwerin ist mit seinem Schweriner Schloss und der seenreichen Umgebung ein bekanntes Tourismusziel. Ebenso wie die weiteren mecklenburgischen Residenzstädte Güstrow, Ludwigslust und Neustrelitz mit ihren historischen Altstädten und die Stadt Neubrandenburg mit ihrer Stadtmauer mit den Stadttoren, dem Tollensesee und der nahen Burg Stargard. Die Fachwerkaltstädte von Boizenburg, Grabow und die Festungsstadt Dömitz sind kulturtouristisch von Interesse.
In der Region finden sich zahlreiche Burgen, Schlösser und Gutshäuser, die z. B. als Veranstaltungsorte oder Ferienwohnungen dienen, vor allem im ländlichen Raum. Daneben gibt es viele weitere Sehenswürdigkeiten im Hinterland zu entdecken, wie historische Dorfkerne, Kirchen, Klöster, Windmühlen, Zeugnisse der Slawenbesiedlung, Denkmäler, Aussichtspunkte, Freilichtmuseen und Naturschutzgebiete.

## Bedeutende Mecklenburger
Als „bedeutende Mecklenburger“ werden lebende oder bereits verstorbene Personen bezeichnet, die in Mecklenburg geboren wurden oder an deren Leben oder Wirken in Mecklenburg ein öffentliches Interesse bestand oder besteht. Diese Definition trifft nach dem gegenwärtigen Stand landeskundlicher Biographik auf mehrere zehntausend Personen zu.
Beispiele siehe Kategorie: Person (Mecklenburg)